# Ugra (obwód smoleński)
Ugra – osiedle typu miejskiego w Rosji, położone w obwodzie smoleńskim w rejonie ugrańskim, 4,5 tys. mieszkańców (2010). Posiada status osiedla typu miejskiego od 1966 roku.